# Manuel Clares García
Manuel Clares García (Madrid, 23 de febrer de 1948) és un antic futbolista que destacà principalment a la dècada del 1970. Va jugar a la Primera divisió amb el CE Castelló, FC Barcelona i Rayo Vallecano. També va arribar a ser internacional absolut amb Espanya en una única ocasió.